# Wólka (Kolno)
Wólka (deutsch Ottenburg) ist ein Ort in der polnischen Woiwodschaft Ermland-Masuren. Er gehört zur Gmina Kolno (Landgemeinde Groß Köllen) im Powiat Olsztyński (Kreis Allenstein).

## Geographische Lage
Wólka liegt in der nördlichen Mitte der Woiwodschaft Ermland-Masuren, 14 Kilometer südwestlich der ehemaligen Kreisstadt Rößel (polnisch Reszel) bzw. 41 Kilometer nordöstlich der heutigen Kreismetropole und auch Woiwodschaftshauptstadt Olsztyn (deutsch Allenstein).

## Geschichte
Der kleine vor 1785 Gimmern, nach 1785 Gmirren, vor 1820 Fugattern und nach 1820 Gemirren genannte Ort war ein zum Gutsbezirk Bansen (polnisch Bęsia) gehörendes Vorwerk. im ostpreußischen Kreis Rößel. Im Jahre 1820 wurde er als „adliges Vorwerk“ mit zwei Feuerstellen bei sieben Einwohnern erwähnt.
Am 18. März 1908 wurde aus Ottenburg zusammen mit dem Vorwerk Gemirren (kein polnischer Name bekannt) der neue „Gutsbezirk Ottenburg“ gebildet und dem Amtsbezirk Bansen (Bęsia) zugeordnet. Im Jahre 1910 zählte der Gutsbezirk Ottenburg 93 Einwohner.
Am 30. September 1928 wurden die Gutsbezirke Bansen und Ottenburg in die Landgemeinde Bodzianowo im Amtsbezirk Kabienen (polnisch Kabiny) eingegliedert, und gleichzeitig die Landgemeinde Bodzianowo in „Landgemeinde Bansen“ umbenannt – unter Auflösung des Amtsbezirks Bansen.
In Kriegsfolge kam 1945 das gesamte südliche Ostpreußen zu Polen. Ottenburg erhielt die polnische Namensform „Wólka“ und ist heute ein Teil der Landgemeinde Kolno (Groß Köllen) im Powiat Olsztyński (Kreis Allenstein), von 1975 bis 1998 der Woiwodschaft Olsztyn, seither der Woiwodschaft Ermland-Masuren zugehörig.

## Kirche
Bis 1945 war Ottenburg in die evangelische Kirche Bischofsburg (polnisch Biskupiec) in der Kirchenprovinz Ostpreußen der Kirche der Altpreußischen Union, außerdem in die römisch-katholische Kirche Groß Köllen (polnisch Kolno) im damaligen Bistum Ermland eingepfarrt.
Auch heute gehört Wólka katholischerseits zur Drei-Königs-Kirche in Kolno, die jetzt dem Erzbistum Ermland untersteht, und die evangelischen Einwohner Wólkas halten sich zur Kapellengemeinde Biskupiec, einer Filialgemeinde der Pfarrei Sorkwity (Sorquitten) in der Diözese Masuren der Evangelisch-Augsburgischen Kirche in Polen.

## Verkehr
Wólka liegt an einer Nebenstraße, die von Otry ((Groß) Ottern) über Oterki (Klein Ottern) nach Bęsia (Bansen) an der Woiwodschaftsstraße 596 führt. Eine Anbindung an den Bahnverkehr besteht nicht.